# Singapur Open 2002
Die Singapur Open 2002 im Badminton fanden vom 19. bis 25. August 2002 im Singapore Indoor Stadium in Singapur statt.

## Sieger und Platzierte
| Disziplin    | Gold                       | Silber                     | Bronze                                         |
| ------------ | -------------------------- | -------------------------- | ---------------------------------------------- |
| Herreneinzel | Chen Hong                  | Ronald Susilo              | Wong Choong Hann                               |
| Herreneinzel | Chen Hong                  | Ronald Susilo              | Xia Xuanze                                     |
| Dameneinzel  | Zhou Mi                    | Zhang Ning                 | Xie Xingfang                                   |
| Dameneinzel  | Zhou Mi                    | Zhang Ning                 | Gong Ruina                                     |
| Herrendoppel | Eng Hian Flandy Limpele    | Ha Tae-kwon Kim Dong-moon  | Lee Dong-soo Yoo Yong-sung                     |
| Herrendoppel | Eng Hian Flandy Limpele    | Ha Tae-kwon Kim Dong-moon  | Chang Kim Wai Choong Tan Fook                  |
| Damendoppel  | Huang Nanyan Yang Wei      | Hwang Yu-mi Lee Hyo-jung   | Sujitra Ekmongkolpaisarn Saralee Thungthongkam |
| Damendoppel  | Huang Nanyan Yang Wei      | Hwang Yu-mi Lee Hyo-jung   | Wei Yili Zhang Jiewen                          |
| Mixed        | Kim Dong-moon Ra Kyung-min | Nathan Robertson Gail Emms | Chen Qiqiu Zhang Jiewen                        |
| Mixed        | Kim Dong-moon Ra Kyung-min | Nathan Robertson Gail Emms | Rikke Olsen Michael Søgaard                    |

## Finalergebnisse
| Disziplin    | Sieger                     | Finalist                   | Ergebnis           |
| ------------ | -------------------------- | -------------------------- | ------------------ |
| Herreneinzel | Chen Hong                  | Ronald Susilo              | 15:4, 15:1         |
| Dameneinzel  | Zhou Mi                    | Zhang Ning                 | 11:6, 11:3         |
| Herrendoppel | Flandy Limpele Eng Hian    | Ha Tae-kwon Kim Dong-moon  | 15:8, 11:15, 17:14 |
| Damendoppel  | Huang Nanyan Yang Wei      | Hwang Yu-mi Lee Hyo-jung   | 11:1, 11:8         |
| Mixed        | Kim Dong-moon Ra Kyung-min | Nathan Robertson Gail Emms | 11:2, 13:10        |